# Вахтанг III
Вахтанг III (груз. ვახტანგ III, 1278—1308) — царь Восточной Грузии (1298, 1302 — 1308). Сын царя Деметре II. Из династии Багратионов.

## Биография
Газан-хан, в 1289 году, в целях противостояния с Давидом VIII, который восстал против хана, утвердил 20-летнего Вахтанга царем. Восточная Грузия находилась в состоянии междуцарствия, как и Западная, в которой правили двоюродные братья царей - Микел и Константин. Таким образом, монголы успешно противопоставили членов царской династии друг другу, поставив под сомнение возможность воссоединения грузинских земель в одно государство.
Фактически, владения Вахтанга III ограничивались городом Тбилиси и районами, расположенными южнее столицы (Дманиси-Самшвилде). Давид VIII пленил Вахтанга III и освободил его лишь после посредничества Иване Бурсели.
В 1302 году Газан-хан вторично утвердил Вахтанга III царем Грузии. 
С 1299 года Вахтанг III вместе с грузинским войском участвовал в войнах, инспирированных монголами, сначала против Египта, затем против гилянцев (1306 г.). 

## Смерть
Вахтанг III умер в 1308 году, трон наследовал его брат, Давид VIII.